# Gran Premio Bruno Beghelli 2016
La 21ª edición de la clásica ciclista Gran Premio Bruno Beghelli fue una carrera ciclista que se disputó el 25 de septiembre de 2016 en Monteveglio, en la provincia de Bologna, (Italia) sobre un recorrido de 196,3 km.
Hizo parte del UCI Europe Tour en su máxima categoría 1.HC.
La carrera fue ganada por el corredor italiano Nicola Ruffoni del equipo Bardiani CSF, en segundo lugar Filippo Pozzato (Wilier Triestina-Southeast) y en tercer lugar Jens Keukeleire (Orica-BikeExchange).

## Recorrido
El Gran Premio Bruno Beghelli dispuso de un recorrido total de 196,3 kilómetros con un circuito alrededor de la provincia de Monteveglio en (Bologna). 

## Equipos participantes
Tomaron parte en la carrera 25 equipos: 10 de categoría UCI ProTeam invitados por la organización; 13 de categoría Profesional Continental; y 1 de categoría Continental y 1 selección nacional. Formando así un pelotón de 197 ciclistas de los que acabaron 120. Los equipos participantes fueron:
| WorldTeams (10)- Cannondale-Drapac - Trek-Segafredo - FDJ - Dimension Data - Lampre-Merida - Astana - BMC Racing Team - Movistar Team - Orica-BikeExchange - AG2R La Mondiale Equipos continentales profesionales (13)- Bardiani CSF - Cofidis, Solutions Crédits - Nippo-Vini Fantini - Wilier Triestina-Southeast - Caja Rural-Seguros RGA - Topsport Vlaanderen-Baloise - Androni Giocattoli-Sidermec - Gazprom-RusVelo - Delko-Marseille Provence-KTM - Bora-Argon 18 - Fortuneo-Vital Concept - CCC Sprandi Polkowice - Wanty-Groupe Gobert Equipo continental- GM Europa Ovini Equipo nacional- Italia |
| |

## Clasificación final
- Las clasificaciones finalizaron de la siguiente forma:[4]

| \| Clasificación general \| Clasificación general \| Clasificación general \| Clasificación general \| Clasificación general \| \| Ciclista \| Ciclista \| Equipo \| Tiempo \| \| \| --------------------- \| --------------------- \| --------------------------- \| --------------------- \| --------------------- \| \| 1.º \| Nicola Ruffoni \| Bardiani CSF \| 4 h 25 min 21 s \| \| \| 2.º \| Filippo Pozzato \| Wilier Triestina-Southeast \| + 0 s \| \| \| 3.º \| Jens Keukeleire \| Orica-BikeExchange \| + 0 s \| \| \| 4.º \| Sonny Colbrelli \| Bardiani CSF \| + 0 s \| \| \| 5.º \| Simone Consonni \| Italia \| + 0 s \| \| \| 6.º \| Jacopo Guarnieri \| Italia \| + 0 s \| \| \| 7.º \| Danilo Napolitano \| Wanty-Groupe Gobert \| + 0 s \| \| \| 8.º \| Kristian Sbaragli \| Dimension Data \| + 0 s \| \| \| 9.º \| Magnus Cort \| Orica-BikeExchange \| + 0 s \| \| \| 10.º \| Francesco Gavazzi \| Androni Giocattoli-Sidermec \| + 0 s \| \| \| 11.º \| Matti Breschel \| Cannondale-Drapac \| + 0 s \| \| \| 12.º \| Jean-Pierre Drucker \| BMC Racing Team \| + 0 s \| \| \| 13.º \| Eduard-Michael Grosu \| Nippo-Vini Fantini \| + 0 s \| \| \| 14.º \| Manuel Belletti \| Wilier Triestina-Southeast \| + 0 s \| \| \| 15.º \| Arman Kamyshev \| Astana \| + 2 s \| \| \| 16.º \| Grega Bole \| Nippo-Vini Fantini \| + 2 s \| \| \| 17.º \| Thomas Sprengers \| Topsport Vlaanderen-Baloise \| + 2 s \| \| \| 18.º \| Xandro Meurisse \| Wanty-Groupe Gobert \| + 2 s \| \| \| 19.º \| Maciej Paterski \| CCC Sprandi Polkowice \| + 2 s \| \| \| 20.º \| Simone Velasco \| Bardiani CSF \| + 2 s \| \| |                      |                             |                 |
| |                      |                             |                 |
| Fuente: ProCyclingStats |                      |                             |                 |
| Clasificación general |                      |                             |                 |
| Ciclista | Ciclista             | Equipo                      | Tiempo          |
| 1.º | Nicola Ruffoni       | Bardiani CSF                | 4 h 25 min 21 s |
| 2.º | Filippo Pozzato      | Wilier Triestina-Southeast  | + 0 s           |
| 3.º | Jens Keukeleire      | Orica-BikeExchange          | + 0 s           |
| 4.º | Sonny Colbrelli      | Bardiani CSF                | + 0 s           |
| 5.º | Simone Consonni      | Italia                      | + 0 s           |
| 6.º | Jacopo Guarnieri     | Italia                      | + 0 s           |
| 7.º | Danilo Napolitano    | Wanty-Groupe Gobert         | + 0 s           |
| 8.º | Kristian Sbaragli    | Dimension Data              | + 0 s           |
| 9.º | Magnus Cort          | Orica-BikeExchange          | + 0 s           |
| 10.º | Francesco Gavazzi    | Androni Giocattoli-Sidermec | + 0 s           |
| 11.º | Matti Breschel       | Cannondale-Drapac           | + 0 s           |
| 12.º | Jean-Pierre Drucker  | BMC Racing Team             | + 0 s           |
| 13.º | Eduard-Michael Grosu | Nippo-Vini Fantini          | + 0 s           |
| 14.º | Manuel Belletti      | Wilier Triestina-Southeast  | + 0 s           |
| 15.º | Arman Kamyshev       | Astana                      | + 2 s           |
| 16.º | Grega Bole           | Nippo-Vini Fantini          | + 2 s           |
| 17.º | Thomas Sprengers     | Topsport Vlaanderen-Baloise | + 2 s           |
| 18.º | Xandro Meurisse      | Wanty-Groupe Gobert         | + 2 s           |
| 19.º | Maciej Paterski      | CCC Sprandi Polkowice       | + 2 s           |
| 20.º | Simone Velasco       | Bardiani CSF                | + 2 s           |

## UCI Europe Tour
El Gran Premio Bruno Beghelli otorga puntos para el UCI Europe Tour 2016, para corredores de equipos en las categorías UCI ProTeam, Profesional Continental y Equipos Continentales. La siguiente tabla corresponde al baremo de puntuación:
| Posición   | 1.º | 2.º | 3.º | 4.º | 5.º | 6.º | 7.º | 8.º | 9.º | 10.º | 11.º | 12.º | 13.º | 14.º | 15.º |
| Puntuación | 100 | 70  | 40  | 30  | 25  | 20  | 15  | 10  | 9   | 8    | 7    | 6    | 5    | 4    | 3    |

| Clasificación | Clasificación     | Clasificación               | Clasificación |
| Posición      | Ciclista          | Equipo                      | Puntos        |
| ------------- | ----------------- | --------------------------- | ------------- |
| 1.º           | Nicola Ruffoni    | Bardiani CSF                | 100           |
| 2.º           | Filippo Pozzato   | Wilier Triestina-Southeast  | 70            |
| 3.º           | Jens Keukeleire   | Orica-BikeExchange          | 40            |
| 4.º           | Sonny Colbrelli   | Bardiani CSF                | 30            |
| 5.º           | Simone Consonni   | Selección Italia            | 25            |
| 6.º           | Jacopo Guarnieri  | Selección Italia            | 20            |
| 7.º           | Danilo Napolitano | Wanty-Groupe Gobert         | 15            |
| 8.º           | Kristian Sbaragli | Dimension Data              | 10            |
| 9.º           | Magnus Cort       | Orica-BikeExchange          | 9             |
| 10.º          | Francesco Gavazzi | Androni Giocattoli-Sidermec | 8             |

Además, también otorgó puntos para el UCI World Ranking (clasificación global de todas las carreras internacionales).
| Posición   | 1º  | 2º  | 3º  | 4º  | 5º | 6º | 7º | 8º | 9º | 10º |
| Puntuación | 200 | 150 | 125 | 100 | 85 | 70 | 60 | 50 | 40 | 35  |

| Clasificación | Clasificación     | Clasificación               | Clasificación |
| Posición      | Ciclista          | Equipo                      | Puntos        |
| ------------- | ----------------- | --------------------------- | ------------- |
| 1.º           | Nicola Ruffoni    | Bardiani CSF                | 200           |
| 2.º           | Filippo Pozzato   | Wilier Triestina-Southeast  | 150           |
| 3.º           | Jens Keukeleire   | Orica-BikeExchange          | 125           |
| 4.º           | Sonny Colbrelli   | Bardiani CSF                | 100           |
| 5.º           | Simone Consonni   | Selección Italia            | 85            |
| 6.º           | Jacopo Guarnieri  | Selección Italia            | 70            |
| 7.º           | Danilo Napolitano | Wanty-Groupe Gobert         | 60            |
| 8.º           | Kristian Sbaragli | Dimension Data              | 50            |
| 9.º           | Magnus Cort       | Orica-BikeExchange          | 40            |
| 10.º          | Francesco Gavazzi | Androni Giocattoli-Sidermec | 35            |